# Сохацький Іван

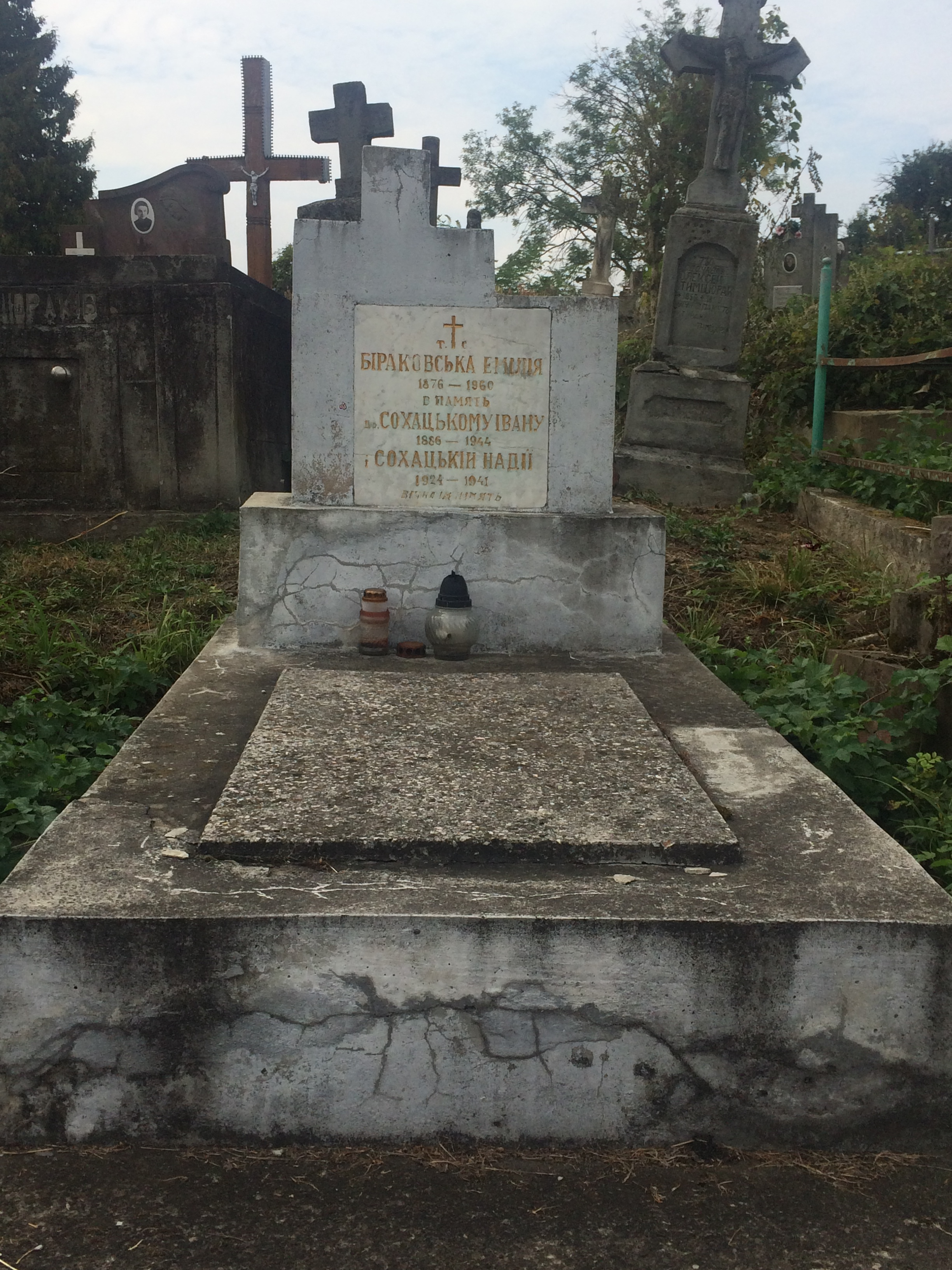
Символічна могила Івану Сохацькому і донці Надії

 Іва́н Соха́цький (*7 липня 1886, Бібрка, Королівство Галичини та Володимирії, Австро-Угорщина — †не раніше 1944, невідомо, СРСР) — український адвокат, громадсько-політичний діяч, в'язень сталінських таборів.

## Життєпис
Народився 1886 року в Бібрці на Львівщині. Походив із заможної родини. Навчався в українській Академічній гімназії у Львові. Отримав там атестат зрілості 1906 року. Відмовившись від своєї частки майбутнього спадку, домовився натомість з батьками про оплату ними його подальшого навчання на правничому факультеті Львівського університету. Після закінчення цього закладу продовжив студіювати юриспруденцію в Ягеллонському університеті у Кракові та здобув омріяне звання доктора права.
Якийсь час працював у Бохні, що неподалік Кракова. Там познайомився з майбутньою дружиною Емілією. Після укладення шлюбу в першій половині 20-х років пара перебралася до Калуша.
У 1924 році в Калуші розпочала свою роботу адвокатська контора Івана Сохацького. Окрім професійної діяльності, на новому місці адвокат активно включився до громадсько-політичної роботи. Не один рік очолював Повітовий народний комітет УНДО на Калущині. У 1933 році став головою  «Комітету рятунку України» – організації, яка виникла з метою надання солідарної допомогу землякам, що проживали в УРСР і потерпали від наслідків Голодомору. У 1936 році був обраний директором «Українського банку» в Калуші. Водночас займався розвитком кооперативного руху в повіті, зокрема розгортанням мережі «Маслосоюзу». Був головою місцевої філії культурно-освітнього товариства «Просвіта».
Ще з гімназійних літ Іван Сохацький виказував себе великим симпатиком спорту і туризму, належав до товариств «Пласт» і «Сокіл». Вагомий вплив на його зацікавлення активним способом життя мав знаний теоретик і практик фізичної культури в Галичині Іван Боберський, з котрим підтримував приятельські стосунки. 
Після встановлення в 1939 році у західних областях України радянської влади Івана Сохацького як «ворожого елемента» було репресовано та заслано до Якутії. Останній лист від нього до рідних з місць утримання датований 1944 роком. Подальша доля Івана Сохацького, дата його смерті та місце спочинку залишаються невстановленими. 